# Jorge Bustos
Jorge Bustos Tauler (Madrid, 16 de diciembre de 1982) es un periodista y escritor español, subdirector del diario El Mundo desde 2022, y colaborador habitual de la COPE, Telecinco y La Sexta, en el verano de 2024 fue encargado de sustituir a Expósito, haciendo La Linterna, desde el 2 de septiembre de 2024 hasta julio de 2025, presentó Mediodía Cope, junto con Pilar Cisneros. En junio del mismo se anunció que se incorporaría a Herrera en COPE, para sustituir a Carlos Herrera durante sus ausencias  

## Biografía
Licenciado en Teoría de la Literatura con Filología Clásica por la Universidad Complutense de Madrid, obtuvo el Premio Nacional de Licenciatura. En su etapa universitaria empezó publicando piezas de crítica cultural y llegó a fundar una revista literaria propia: Silencios. En sintonía con su inicial vocación, su primera colaboración en un medio fueron sus reseñas para la agencia Aceprensa, donde se desempeñaría como crítico durante años.
Su primera experiencia profesional llegó con la editora Estrenos 21, para la que redactaba desde campañas publicitarias de banca hasta análisis de espacios televisivos o entrevistas a cantantes. Durante esta etapa trabajó en la coordinación de una web de narrativa contemporánea para el Ministerio de Educación.
Sus inicios en el periodismo político vinieron de la mano de El Distrito, un periódico local de Madrid desde el que en 2008 daría el salto a La Gaceta de los Negocios, más tarde adquirida por Intereconomía. Dentro de este grupo desempeñaría diferentes puestos, entre ellos el de reportero para la revista Época, redactor y columnista de la sección Nacional, cronista viajero, tertuliano de radio y televisión y contraportadista de La Gaceta. 
Tras un vínculo de cuatro años, en abril de 2013, tras desavenencias con Intereconomía, sale de la compañía y se dedica al periodismo freelance. Consiguió colaboraciones periódicas con Suma Cultural, Zoom News, Jot Down Cultural Magazine, Nueva Revista, Revista Leer y Revista de Libros. También participó en debates de La Sexta (Al Rojo Vivo), RNE (Las Mañanas de RNE) y Telemadrid (Diario de la Noche). 
Después fue reclutado por El Cultural como crítico literario, donde aún colabora, y se hizo un hueco como comentarista televisivo de fútbol, desde su madridismo confeso, en las tertulias de Real Madrid TV y apareciendo en espacios como El Chiringuito y La Goleada de 13 TV.
En diciembre de 2014 se inició como conferenciante, gracias a una disertación sobre las raíces culturales del futuro en Caixa Forum.
En 2015 comenzó a trabajar como cronista, columnista y reportero para Unidad Editorial con puesto fijo de redactor. Tras el verano inició su colaboración con COPE en el programa de Carlos Herrera, así como su participación en las tertulias políticas de El Programa de Ana Rosa, en Telecinco. 
En junio de 2017 pasó a ser miembro del consejo asesor de la Fundéu, puesto que ejerció hasta 2020. En septiembre fue nombrado jefe de opinión de El Mundo, puesto que compatibiliza con la escritura de libros y otras actividades en radio y televisión.

## Libros
- 2015: publica su primer libro, La granja humana,[3] una reinterpretación de fábulas clásicas a través de un estilo irónico y un ensayismo de carácter ético.
- 2016: El hígado de Prometeo (Ediciones Nobel), obra que llegó a ser finalista en la XXII Premio Internacional de Ensayo Jovellanos .
- 2017: Crónicas biliares (Círculo de Tiza). El propio autor lo ha definido como “vitriólico dietario de juventud”[4]
- 2018: Vidas Cipotudas (La Esfera de los Libros). Momentos estelares del empecinamiento español.
- 2021: Asombro y desencanto (Libros del Asteroide). La crónica literaria de dos viajes por Castilla y Francia justo antes de la pandemia.
- 2024: Casi (Libros del Asteroide). Una investigación personal sobre el fenómeno del sinhogarismo en Madrid.
- Participación en el libro colectivo La sorpresa Vox que coordinó John Freddy Müller González con el ensayo crítico Despejando la X de Vox. ¿Cuál es la razón de este cabreo? [5]